# Костёл Святого Михаила Архангела (Ивенец)
Костел Святого Михаила Архангела (бел. Касцёл Святога Міхаіла Арханёла) — католический храм в городском посёлке Ивенец, Республика Беларусь. Относится к Ивенецкому деканату Минско-Могилёвского архидиоцеза. Памятник архитектуры в стиле виленское барокко, построен в 1740—1749 годах. Храм включён в Государственный список историко-культурных ценностей Республики Беларусь, освящён во имя Михаила Архангела. Единый архитектурный комплекс с храмом составляет жилой корпус действующего францисканского монастыря и фрагмент стены с башней и воротами. Расположен по адресу: ул. Пушкина, д.1.

## История

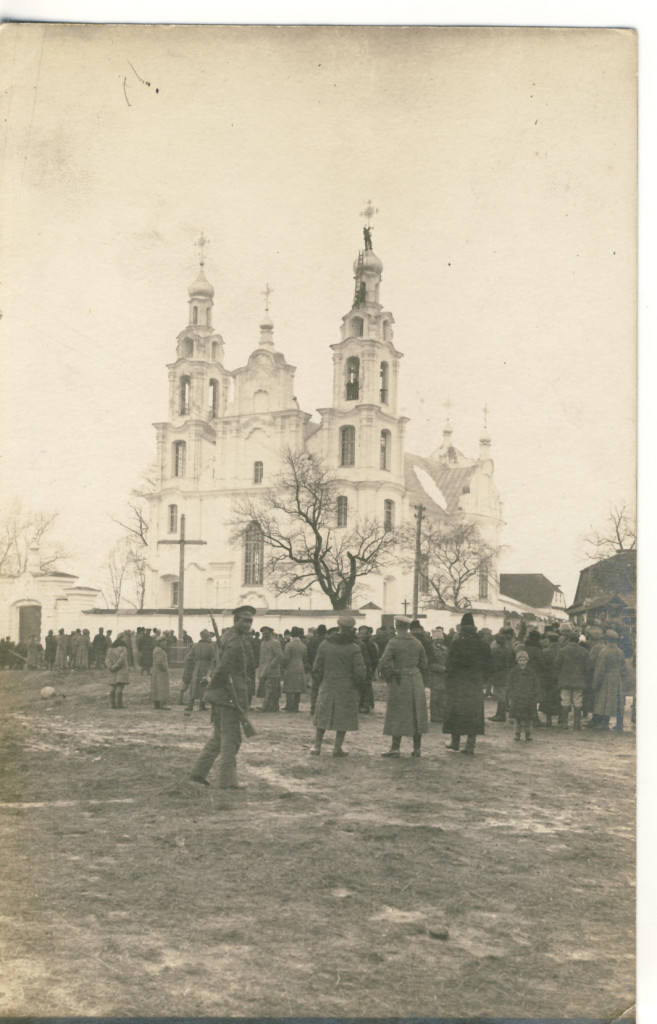
Вид храма в 1918 году. Видны луковичные купола, помещённые на храм после переделки в православную церковь

В 1702 году минский стольник Теодор Антоний Ванькович пригласил в Ивенец монахов из ордена францисканцев, выделив им участок для строительства монастыря и пожертвовав существенные денежные средства. Францисканцы сначала возвели деревянный храм, а затем приступили к строительству каменных монастырских зданий.
С 1740 по 1749 год рядом с деревянным костёлом шло строительство новой каменной церкви в стиле виленского барокко по проекту А. Чеховича. Холм, на котором строился храм, был усилен булыжниками. Строители изменили русло реки Волмы на участке, прилегающем к монастырю, чтобы при паводках она не затопляла монастырь и церковь. Строительство было завершено в 1749 году, но точная дата освящения церкви неизвестна. Внешний облик храма за 250-летний период его существования практически не менялся, за исключением наверший башен.
После Польского восстания 1830 года францисканский монастырь был закрыт, а в его помещениях организован пансионат для престарелых католических священников. В 1856—1860 году в церкви Михаила Архангела проводились реставрационные работы. После восстания 1863 года российские власти предприняли ряд жёстких мер против Католической церкви в западных регионах империи, включавших закрытие множества католических храмов и передачу их зданий Православной церкви. Храм Михаила Архангела был закрыт 12 декабря 1868 года, в 1869 году здание передано православному приходу, на башни были помещены купола луковичной формы.
C 1920 года Ивенец — в составе Польши. Здание церкви вновь было передано в ведение католиков. Луковичные купола были удалены и здание приобрело изначальный вид. Поскольку монастырь не функционировал с 1830 года, храм Михаила Архангела выполнял функции приходской церкви.

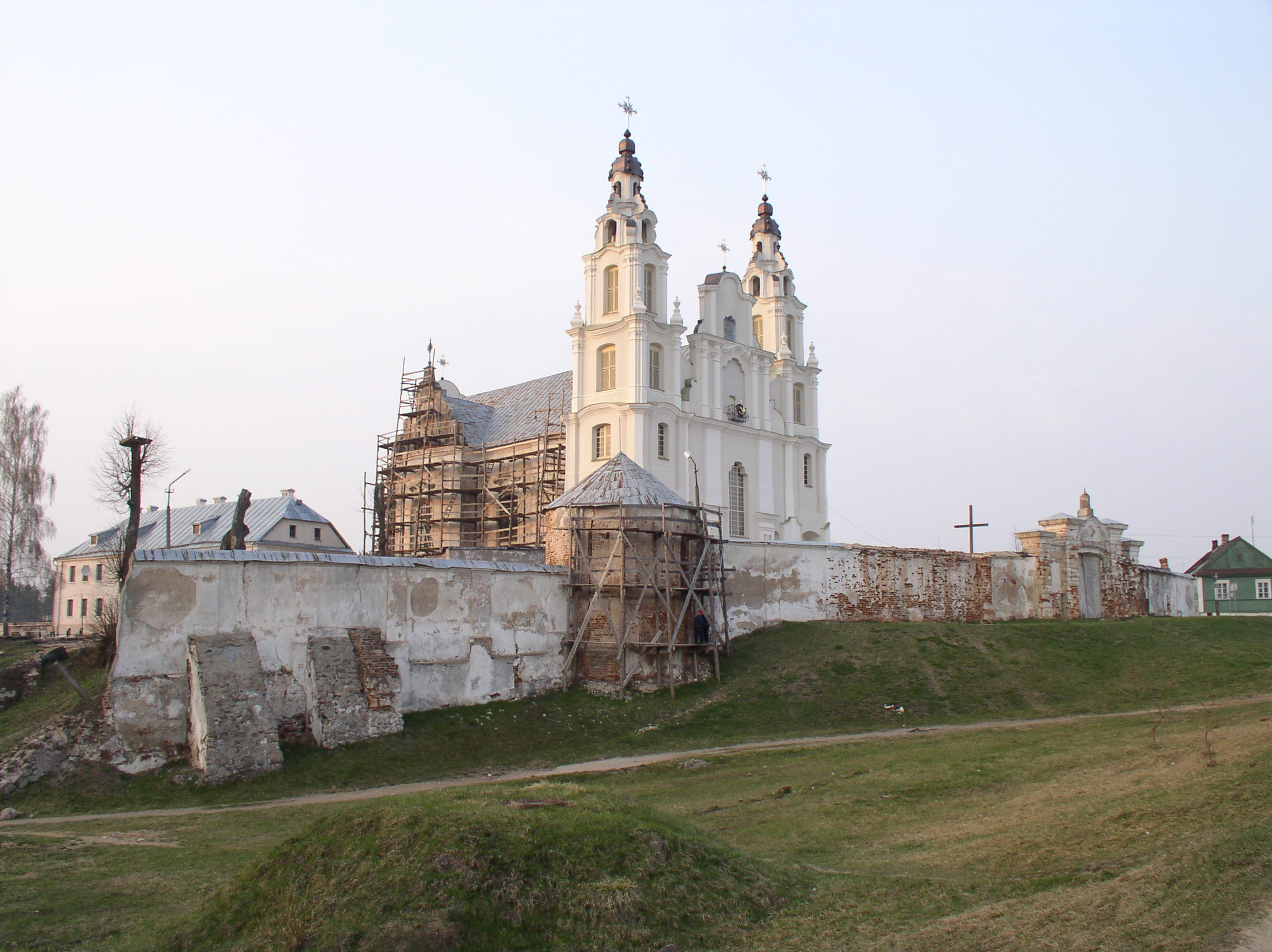
Храм во время реставрации

В 1939 году в Ивенец вернулись францисканские монахи, в ведение которых перешёл костёл и приход Михаила Архангела. Во время фашистской оккупации двое монахов из ивенецкой францисканской общины, Кароль Герман Стемпень и Иосиф Ахиллес Пухала были казнены оккупантами. 11 июня 1998 года папа Иоанн Павел II беатифицировал их в числе 108 блаженных польских мучеников.
После второй мировой войны храм был закрыт, в его здании располагалась продуктовая лавка, а позднее — заготовительный цех. В помещениях бывшего монастыря находилась школа, а затем производственный цех Минского проектно-конструкторского технологического института.

Памятник Иоанну Павлу II

В 1992 году храм вновь был передан Католической церкви, с 1994 года при храме восстановлена францисканская монашеская община. С 2003 года в храме проводились реставрационные работы. В настоящее время в монастыре проживает 5 монахов из ордена францисканцев-конвентуалов.
В 2006-м году на территории, прилегающей к храму, в результате многолетних поисков был обнаружен 1,2-тонный колокол, спрятанный в 1943 году от конфискации, предпринятой немецкими властями.
13 мая 2012 года рядом с храмом был открыт памятник папе Иоанну Павлу II
Настоятель прихода Михаила Архангела - священник Минско-Могилевской архиепархии отец Лех Боханек.

## Архитектура
Храм Святого Михаила Архангела — базилика с поперечным трансептом, в плане имеет латинский крест. По бокам фасада находятся изящные барочные пятиярусные башни, обрамляющие двухъярусный фронтон. К западу от храма расположен Г-образный 2-этажный жилой корпус монастыря (1741 г). Храм и жилой корпус частично окружены каменной оградой с воротами.